# Dolichopeza corinnaiensis
Dolichopeza corinnaiensis là một loài ruồi trong họ Ruồi hạc (Tipulidae). Chúng phân bố ở miền Australasia.